# Rutledge (Minnesota)
Rutledge és una població dels Estats Units a l'estat de Minnesota. Segons el cens del 2000 tenia 196 habitants.

## Demografia
Segons el cens del 2000, Rutledge tenia 196 habitants, 78 habitatges, i 56 famílies. La densitat de població era de 25,7 habitants per km².
Dels 78 habitatges en un 30,8% hi vivien nens de menys de 18 anys, en un 60,3% hi vivien parelles casades, en un 9% dones solteres, i en un 28,2% no eren unitats familiars. En el 20,5% dels habitatges hi vivien persones soles el 10,3% de les quals corresponia a persones de 65 anys o més que vivien soles. El nombre mitjà de persones vivint en cada habitatge era de 2,51 i el nombre mitjà de persones que vivien en cada família era de 2,95.
Per edats la població es repartia de la següent manera: un 24,5% tenia menys de 18 anys, un 6,6% entre 18 i 24, un 32,7% entre 25 i 44, un 26% de 45 a 60 i un 10,2% 65 anys o més.
L'edat mediana era de 35 anys. Per cada 100 dones de 18 o més anys hi havia 100 homes.
La renda mediana per habitatge era de 33.750 $ i la renda mediana per família de 47.083 $. Els homes tenien una renda mediana de 25.250 $ mentre que les dones 21.667 $. La renda per capita de la població era de 19.040 $. Entorn del 15,3% de les famílies i el 19,6% de la població estaven per davall del llindar de pobresa.

## Poblacions més properes
El següent diagrama mostra les poblacions més properes.